# 转调
转调，是在音乐进行中，从一种调（稳定的调）转入另一种新调的情况。新调被称为“副调”，副调未巩固前称为“离调”（临时转调），当属和弦（调式的五级和弦）、主和弦（调式的一级和弦）全部出现后，才算已经巩固，此时可称作是“转调”。
转调主要包括：
- 同音列转调，只转移主音，音列不变。
- 同主音转调，主音不变，音列转换；
- 近关系转调，音高变化，新调和原调只相差一个升号或降号；
- 远关系转调，又名“疏远转调”，新调和原调相差不止一个升号或降号；
- 直接转调，又名“突然转调”、“调性对置”，是直接由原调转向新调；
- 间接转调，又名“逐渐转调”，是通过若干中间调而最后转向新调；
- 长时转调，转入新调的时间较长，并在新调上结束音乐段落。

转调能使乐曲增加变化，丰富乐曲的表现力，对音乐发展和进行起到重要的作用。